# Zamek w Angers
Zamek w Angers (fr. Château d’Angers) – budowla we Francji nad rzeką Maine należąca do zamków nad Loarą.
Zamek w Angers był od X wieku siedzibą książąt andegaweńskich, którzy zbudowali donżon i mury obronne oraz kaplicę na południowo-zachodniej krawędzi skały.
W 1128 nowo poślubieni Godfryd V Plantagenet i Matylda, córka księcia Normandii i króla Anglii Henryka I Beauclerca, zostali właścicielami zamku. Rozbudowali swoją siedzibę na powierzchni 5000 m². Ich syn Henryk II król Anglii bywał, wraz ze swym dworem, częstym gościem w Angers. Rodzina utraciła prawo do zamku w 1203.

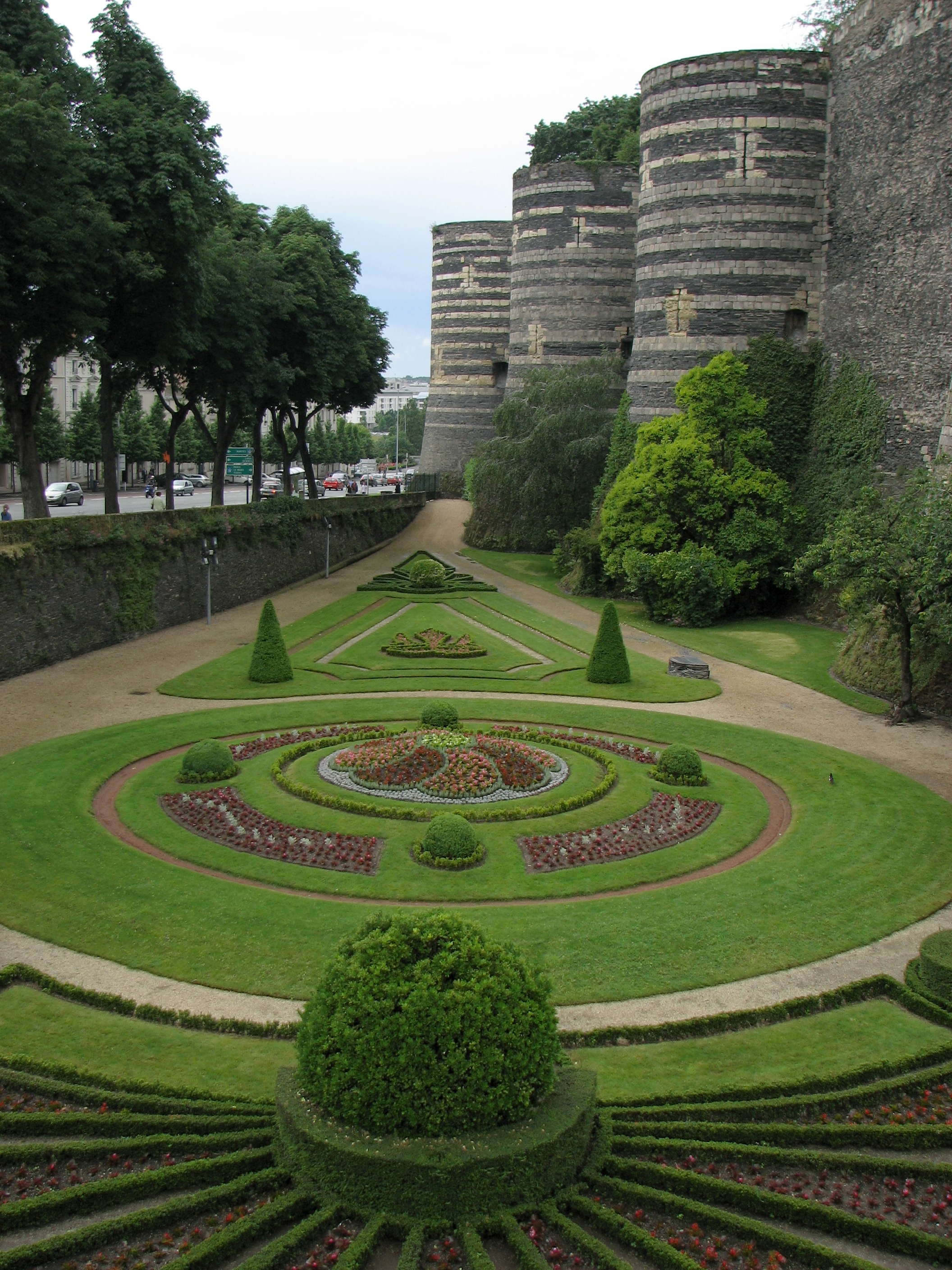
Ogrody kwiatowe w miejscu zasypanych fos

Za czasów Ludwika IX nastąpiła przebudowa zamku na fortecę. Prace budowlane, które rozpoczęły się w 1232, trwały osiem lat. Zbudowany został mur obronny o długości 952 m tworzący pięciokąt o powierzchni 25 000 m². Od północnego zachodu, na granicy z rzeką Maine, mur był prosty, na pozostałych ścianach muru znajdowało się siedemnaście wież w kształcie cylindrów z rozmieszczonymi naprzemiennie otworami strzelniczymi. Każda wieża miała 18 m średnicy. Osiemnasta wieża zbudowana poza murami, zburzona w 1832, służyła zaopatrzeniu twierdzy.

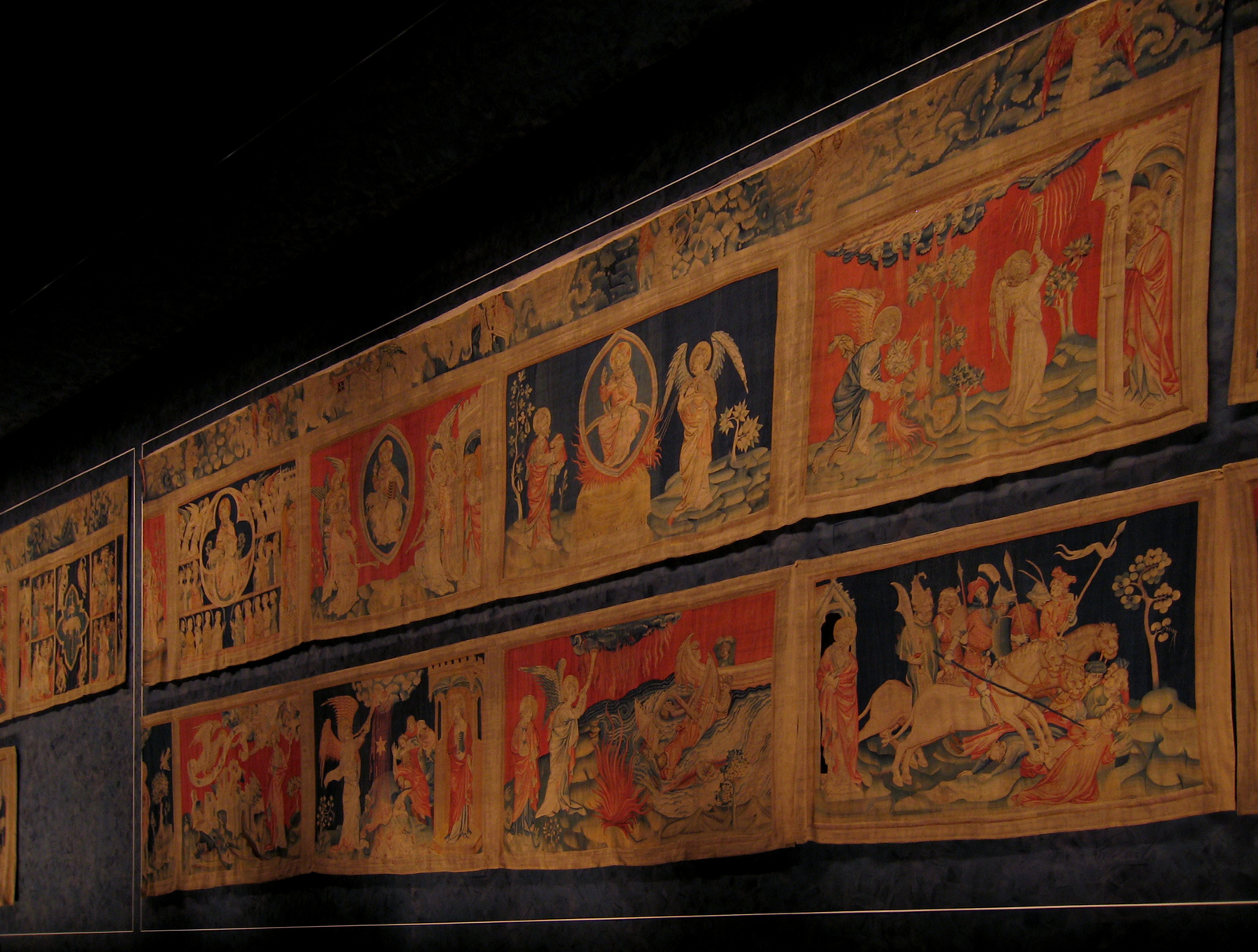
Ocalałe i odrestaurowane arrasy

W 1367 Ludwik książę Andegawenii zlecił swojemu architektowi, Macé Delarue, prace dekoracyjne w zamku. Zamówiony został arras złożony z siedmiu części o łącznej długości 144 m i szerokości 5,5 m. Utkany został w Paryżu przez Nicolasa Bataille na podstawie miniatur osnutych na Apokalipsie Świętego Jana, a namalowanych przez Hennequina de Brugesa. Współcześnie w galerii muzeum eksponowanych jest 65 ocalałych i odrestaurowanych scen (ze 105 pierwotnych).
Następca Ludwika I, Ludwik II, i jego żona Jolanta Aragońska zlecili dobudowanie pomieszczeń królewskich i kaplicy (na rzucie prostokąta) z płaską apsydą i witrażowym prezbiterium.
Jeden z późniejszych właścicieli król Rene kontynuował prace ulepszające, m.in. kazał dobudować schody łączące poszczególne kondygnacje. Zbudował również zameczek wejściowy na dziedzińcu oraz zatroszczył się o wygląd ogrodu. Sprowadził w tym celu z Prowansji kwiaty i krzewy. Na podstawie planów, które sporządził w 1451 wiadomo, że zamek miał 154 pomieszczenia mieszkalne (z czego ocalały 2 salony).
W XVI wieku zostały powiększone fosy (do 30 m szerokości i 11 m głębokości), a zamek jeszcze lepiej przystosowano do celów obronnych.
W następnych wiekach Angers był cytadelą, garnizonem, więzieniem. Zachowały się mury obronne z wieżami, dwie średniowieczne bramy, północno-zachodnia brama miejska i południowa brama polna oraz zabudowania z XVIII w z ocalałymi schodami z XV w. W osuszonych fosach założono ogrody kwiatowe ułożone w geometryczne wzory.